# Museo Civico di Storia Naturale di Milano
Das Museo civico di storia naturale („städtisches Museum für Naturgeschichte“) in Mailand ist eines der bedeutendsten Naturkundemuseen Italiens.

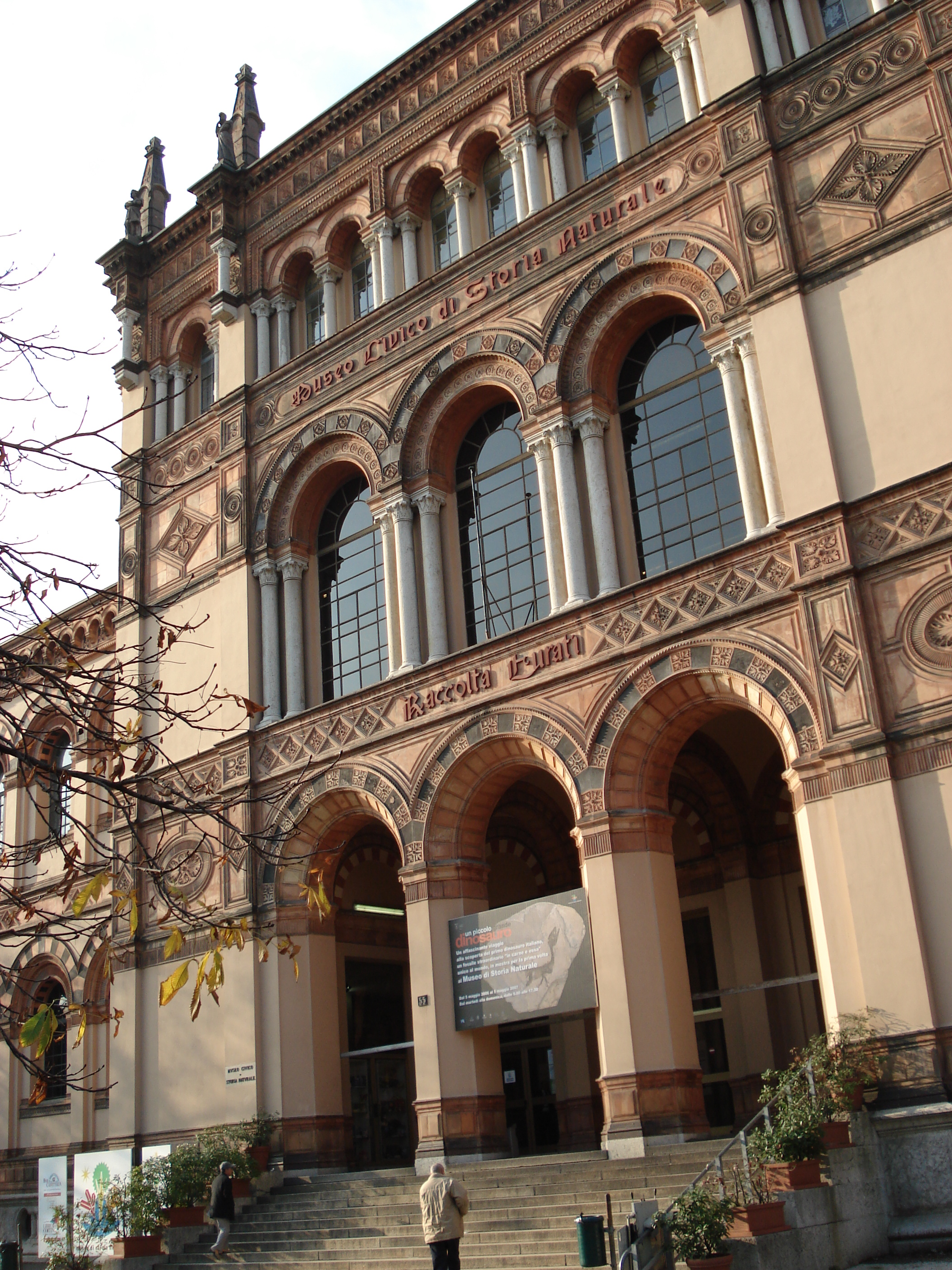
Front des naturhistorischen Museums

## Geschichte
Das Museum wurde auf Initiative des Naturalisten und Sammlers Giuseppe De Cristoforis (1803–1837) gegründet. Dieser hatte seine Sammlung der Stadt Mailand vermacht unter der Bedingung, dafür ein Museum einzurichten, mit dessen Leitung sein Freund Giorgio Jan (1791–1866) zu betrauen sei. Auch dieser hat dem Museum seine naturkundliche Sammlung hinterlassen.
Nach anfänglichen Unstimmigkeiten bezüglich der Größe und Lage des Museums wurde dieses 1838 gegründet und schließlich in den Jahren 1888 bis 1893 im neoromanischen Stil erbaut.
1943 wurde das Museum durch Bombardierungen vollständig zerstört, wobei die Hälfte der Exponate verloren ging. Nach dem Kriege wurde es wieder aufgebaut und 1952 der Öffentlichkeit erneut zugänglich gemacht.

## Lage
Das Museum befindet sich am östlichen Rande des Stadtparks Giardini Pubblici Indro Montanelli, unweit des Planetariums. Die Adresse lautet Museo Civico di Storia Naturale, Corso Venezia, 55 – 20121 Milano.

## Ausstellung
Heute besitzt das Museum 23 Ausstellungsräume auf zwei Ebenen mit einer Gesamtausstellungsfläche von 5.500 m². Zirka 100 Dioramen zeigen Szenen aus Fauna und Flora in unterschiedlichen Naturlandschaften. Das Museum verfügt über eine bedeutende Bibliothek mit rund 140.000 Bänden sowie 2.400 Periodika.
Die Dauerausstellungen umfassen die Themengebiete
- Mineralogie
- Paläontologie
- Naturgeschichte des Menschen
- Zoologie der Wirbeltiere
- Zoologie der Wirbellosen

Zu den besonderen Attraktionen zählen die Fossiliensammlung des Besanogletschers, die 200 Millionen Jahre alte Reptilien enthält, sowie sieben vollständige Dinosaurierskelette und die Rekonstruktion eines Triceratops. Eine weitere Besonderheit ist „der erste italienische Dinosaurier“ Scipionyx samniticus.

## Direktoren des Museums
- 1838–1866 Giorgio Jan
- 1866–1882 Emilio Cornalia
- 1882–1891 Antonio Stoppani
- 1892–1911 Tito Vignoli
- 1911–1927 Ettore Artini
- 1928–1951 Bruno Parisi
- 1951–1964 Edgardo Moltoni
- 1964–1981 Cesare Conci
- 1981–1994 Giovanni Pinna
- 1994–2001 Luigi Cagnolaro
- 2001–2010 Enrico Banfi
- 2010–2012 Mauro Mariani
- seit 2012 Domenico Piraina

## Galerie

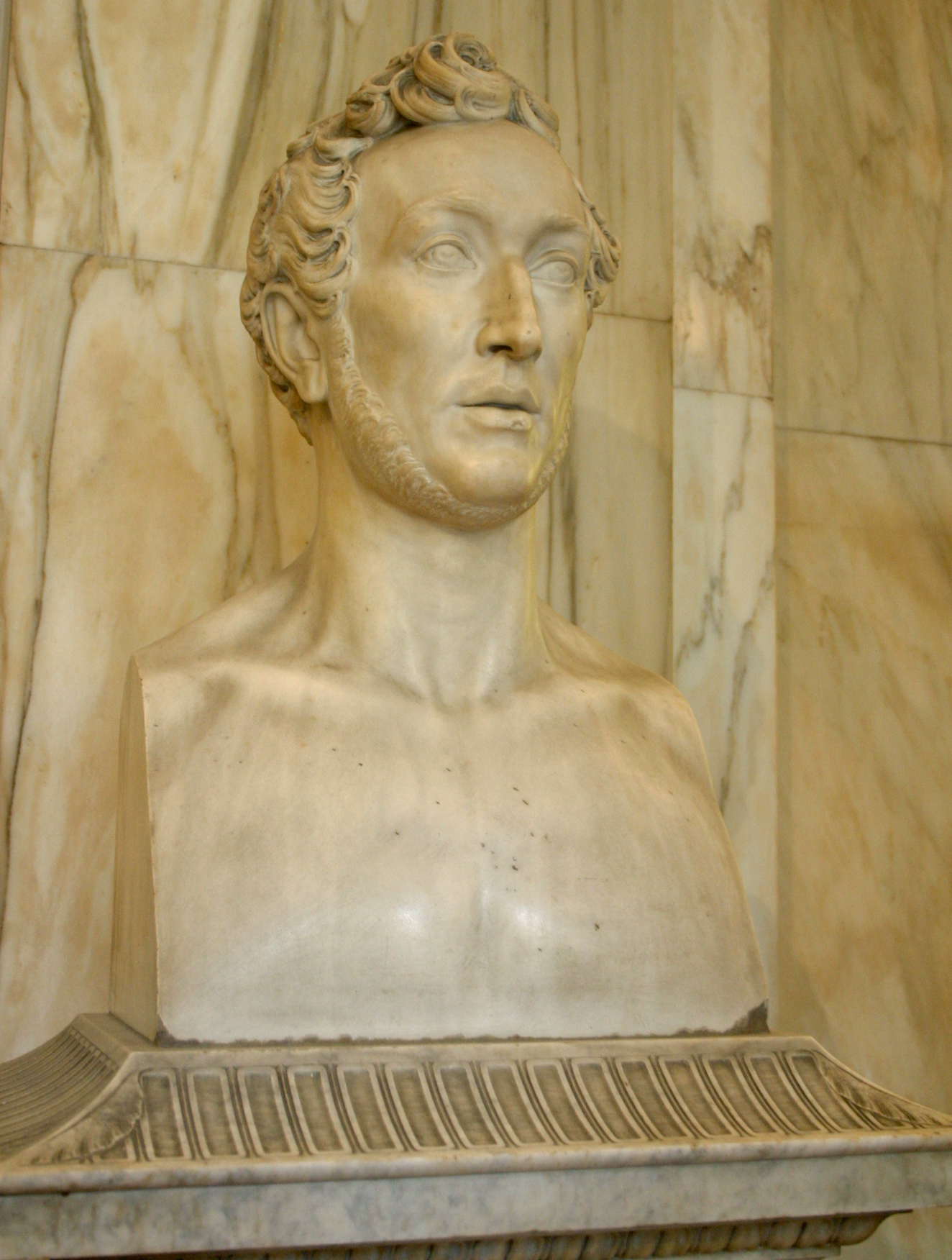
Büste des Gründers Giuseppe De Cristoforis
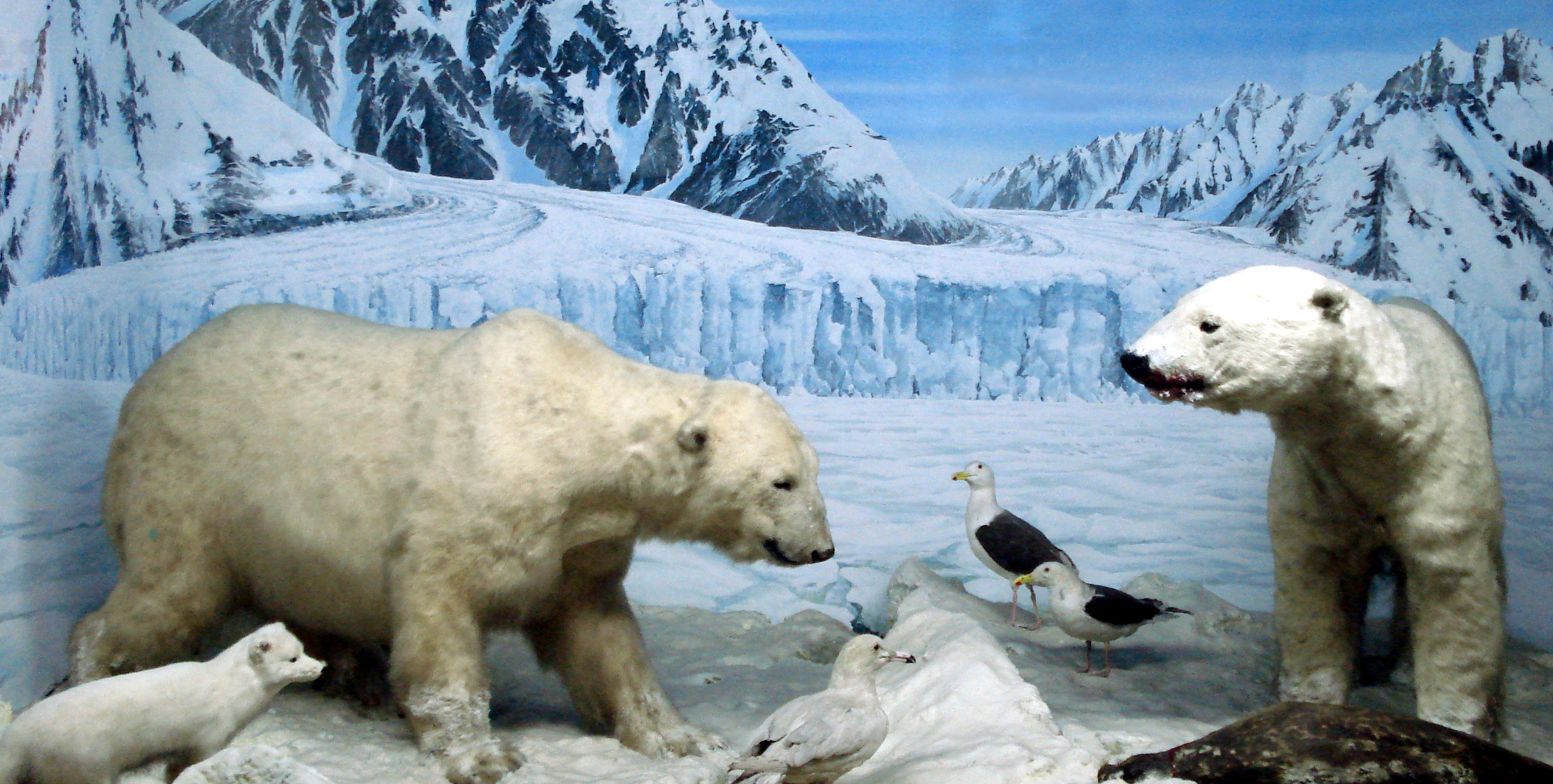
Eisbären-Diorama
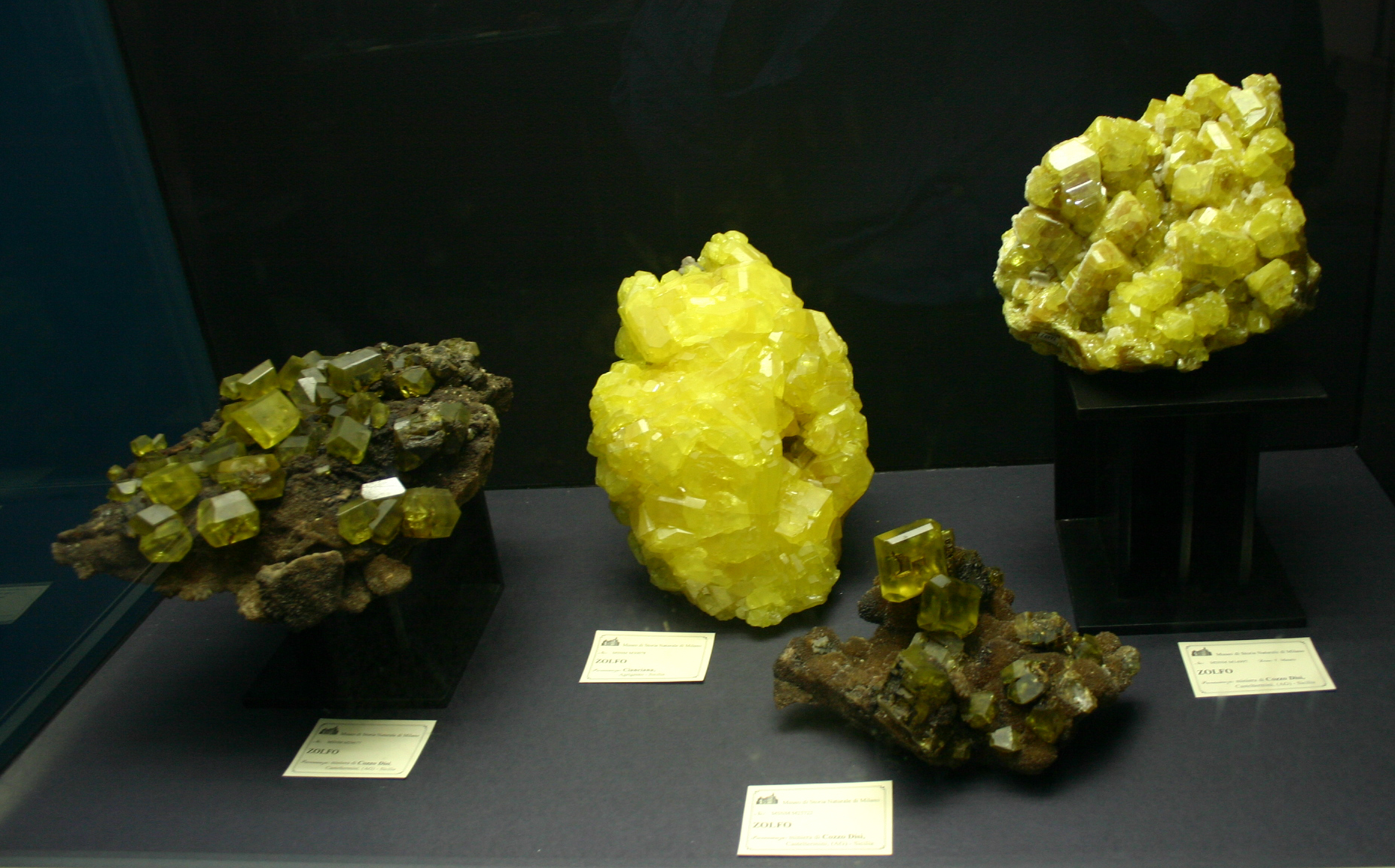
Vitrine mit Schwefelmineralien
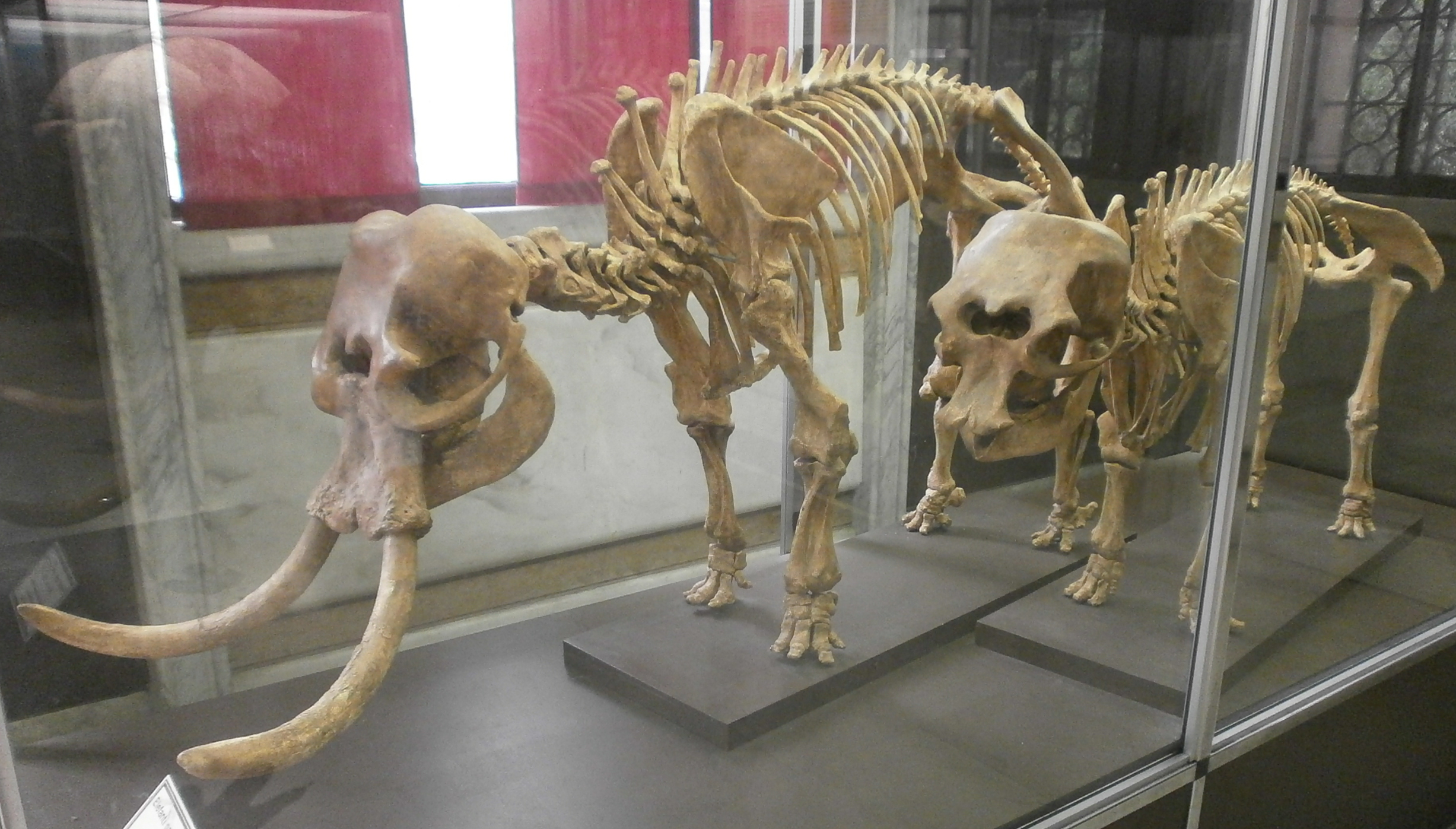
Sizilianischer Zwergelefant
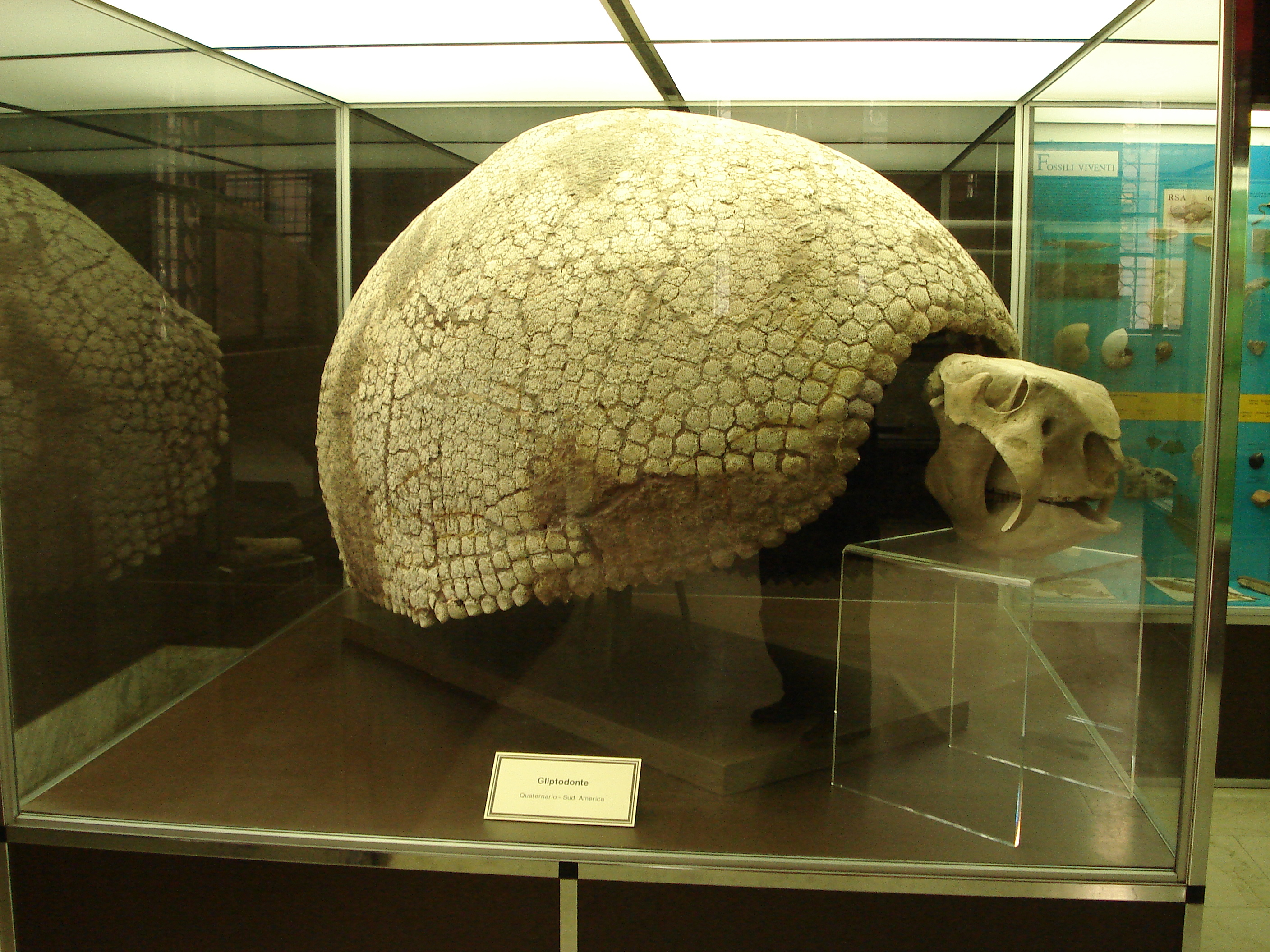
Glyptodon-Skelett
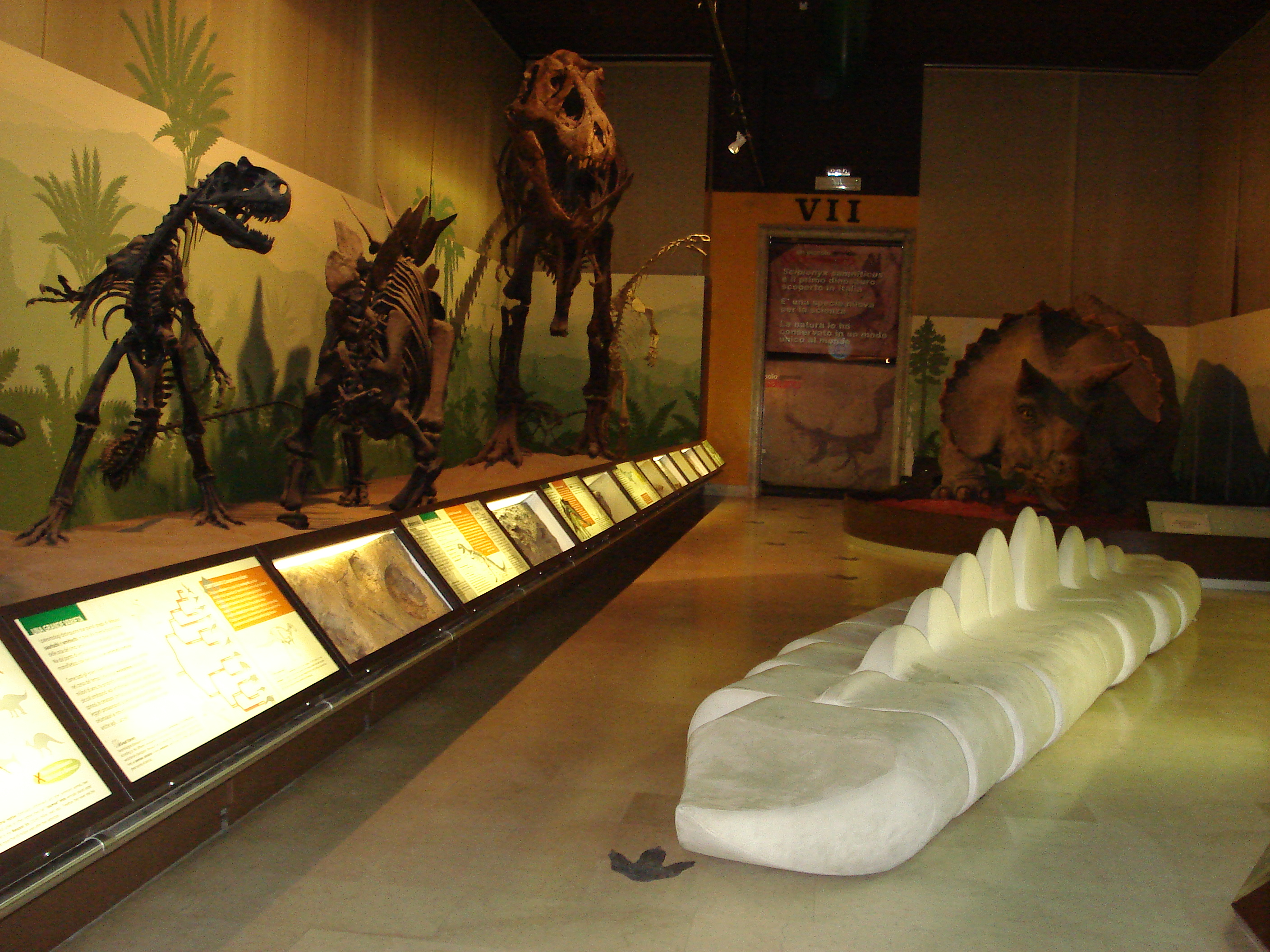
Dinosaurier aus dem Jura
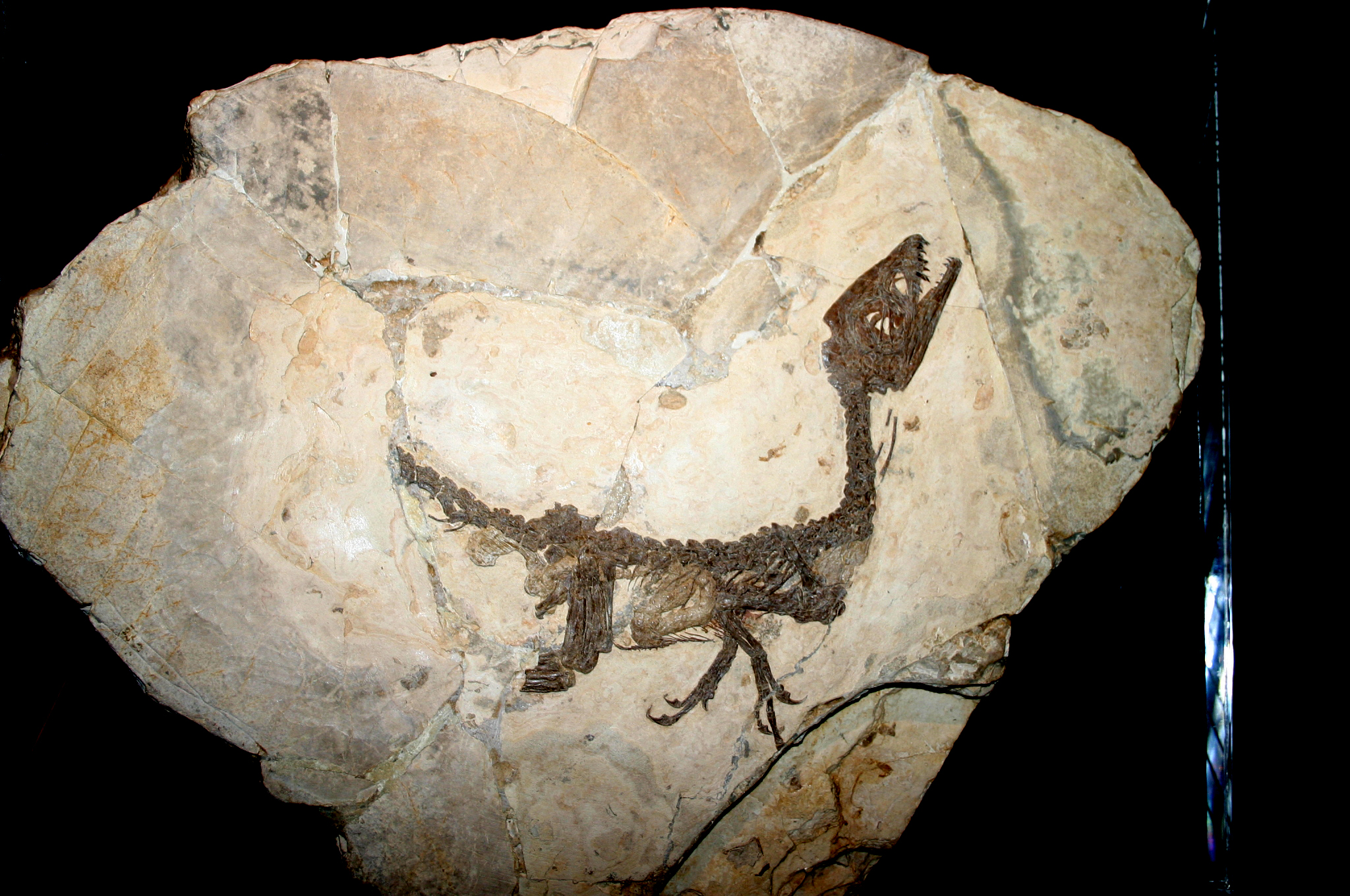
Das berühmte Fossil des Scipionyx samniticus (der „Baby-Dinosaurier“)
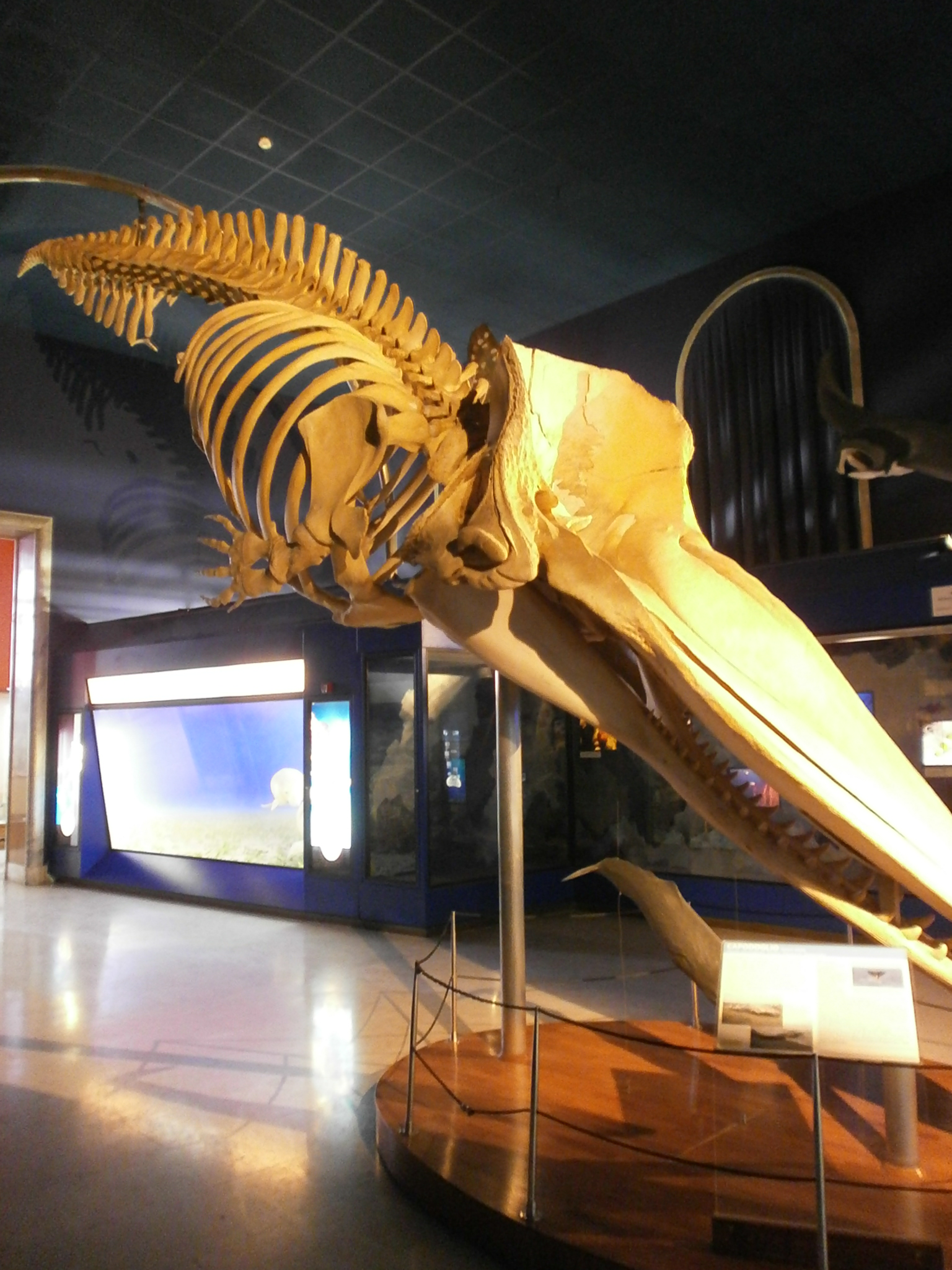
Pottwalskelett
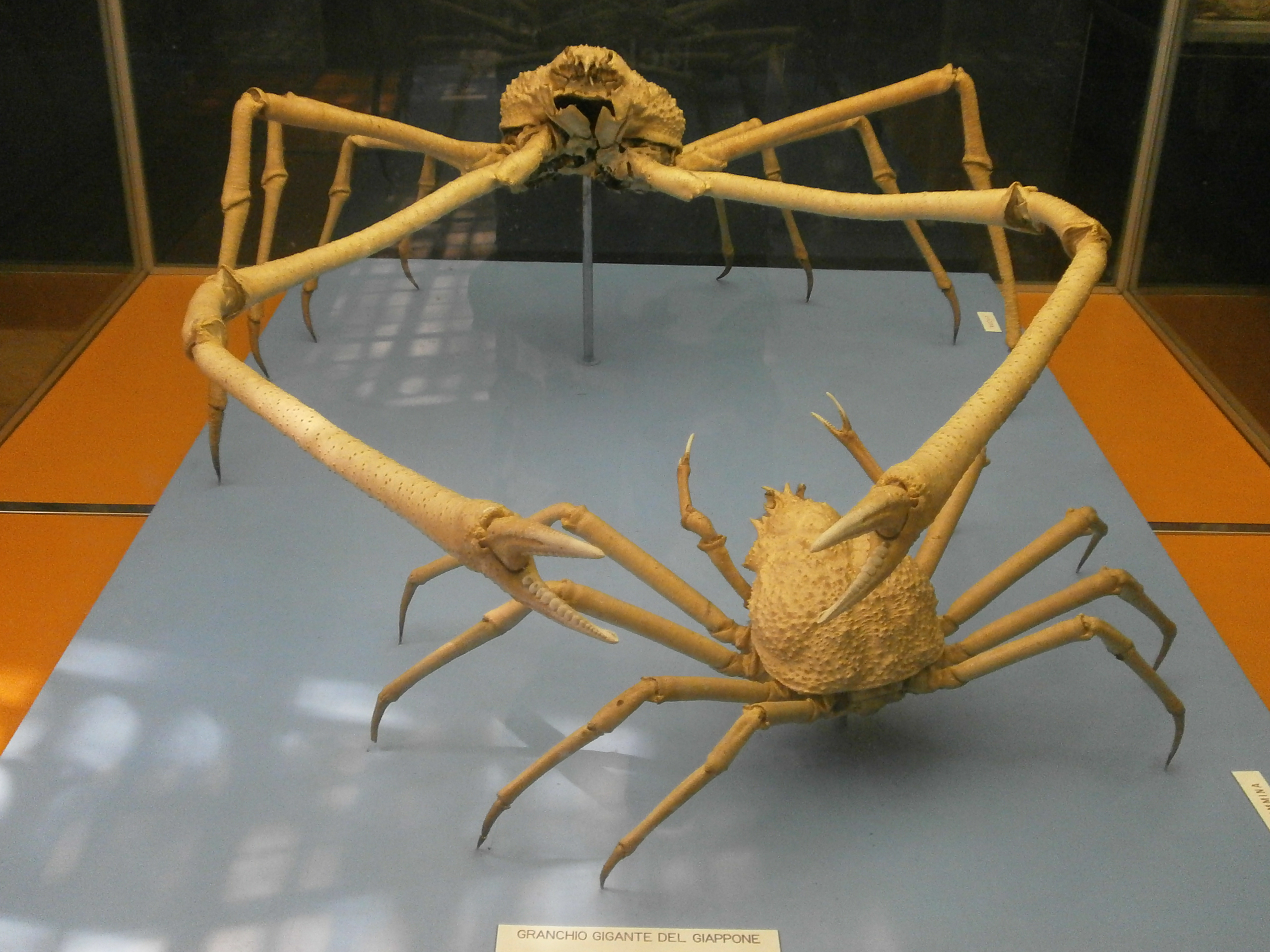
Japanische Riesenkrabbe